# Hansens Flødeis
Hansens Flødeis er en dansk producent af konsumis. Virksomheden fremstiller is baseret på økologiske råvarer. Hansens Flødeis får leveret mælk og fløde fra Svanholmkollektivet og Stensbølgård. Virksomheden er fortsat i familiens eje.
Virksomheden har tråde tilbage til 1922, da Hans Hansen startede produktion af flødeis i Hillerød. Det begyndte i Hillerød Mejeri, et af de dengang omkring 1200 ismejerier, der også fremstillede is fra mælkeprodukter. Mejeriet udviklede sig til en større virksomhed og blev markedsført under navnet Frederiksborg Is. I 1970 flyttede sønnen virksomheden til de nuværende lokaler i Jægerspris. Ideen var at fremstille fløde-is, som i 1922, men tiderne skiftede, og der blev færre og færre af de oprindelige danske isfabrikanter, og de tilbageværende fabrikker blev store og automatiserede. I 1997 fik Hans Hansens barnebarn, Hans Jørgen Eibye, mulighed for at sælge varemærket Frederiksborg Is og kunderne til Nestlé. Familien beholdt imidlertid det gamle Hornsherrede Mejeri, hvor produktionen af Frederiksborg Is havde fundet sted.
I dag ejes Hansens Flødeis af brødrene Rasmus og Anders Eibye, mens bestyrelsesformand er deres far, Hans Jørgen Eibye, der i sin tid ejede Frederiksborg Is. Efter salget af varemærket i 1997, havde brødrene Rasmus og Anders ingen intentioner om at følge familietradionen med en karriere i isbranchen, hvor deres oldefar havde grundlagt Hansens Is, deres morfar havde været direktør for Diplom Is, og deres far Frederiksborg Is. I stedet valgte Rasmus Eibye en karriere indenfor reklame og fotografi, mens Anders Eibye blev designer for mobilselskabet Ericsson. I 2003 genstartede og videreførte brødrene Hansens Flødeis i de gamle fabrikslokaler i Jægerspris, som deres farfar i sin havde købt. Virksomheden ejer vaniljemarker i Uganda. I dag producerer de stadig flødeis. De har på mejeriet et lille sideprojekt med at producere oste som kan tilkøbes i deres mejerishop. Fabrikken har en solcellepark som producerer 150 MWh/år, en femtedel af firmaets elforbrug.
I 2020 vakte det en del medieopmærksomhed, at Hansens Flødeis valgte at ændre navnet på deres chokoladeovertrukne vaniljeis fra "Eskimo" til "O'Payo", som er navnet på den chokolade, isen er betrukket med. Navneskiftet skete, fordi virksomheden havde fået nogle henvendelser, der satte spørgsmålstegn ved det gamle navn, som for nogle mennesker kan virke stødende.
I 2025 solgte ejerne 60% af virksomheden til Den Sociale Kapitalfond.